# Atletica leggera ai XVIII Giochi del Mediterraneo - Lancio del martello femminile
La gara del lancio del martello femminile ai XVIII Giochi del Mediterraneo si è tenuta il 28 giugno 2018.

## Classifica finale
| Pos | Nome                 | Nazione | #1      | #2      | #3      | #4      | #5      | #6      | Misura  | Note              |
| --- | -------------------- | ------- | ------- | ------- | ------- | ------- | ------- | ------- | ------- | ----------------- |
| 1   | Alexandra Tavernier  | Francia | 73,67 m | x       | x       | x       | x       | x       | 73,67 m | Record dei Giochi |
| 2   | Kıvılcım Kaya Salman | Turchia | 70,83 m | 71,07 m | 70,12 m | 69,68 m | 69,76 m | x       | 71,07 m |                   |
| 3   | Camille Sainte-Luce  | Francia | 66,72 m | 68,93 m | 64,47 m | 66,36 m | 66,06 m | 69,60 m | 69,60 m |                   |
| 4   | Berta Castells       | Spagna  | 67,53 m | x       | 64,60 m | x       | 65,24 m | 66,17 m | 67,53 m |                   |
| 5   | Laura Redondo        | Spagna  | 63,89 m | 60,65 m | 63,06 m | x       | 60,52 m | 62,10 m | 63,89 m |                   |
| 6   | Tuğçe Şahutoğlu      | Turchia | 61,18 m | x       | x       | 63,58 m | x       | 63,39 m | 63,58 m |                   |
| 7   | Soukaina Zakkour     | Marocco | x       | 60,22 m | x       | 60,47 m | 60,78 m | 58,05 m | 60,78 m |                   |
| 8   | Ekaterini Vamvoukaki | Grecia  | 57,81 m | 60,62 m | 59,81 m | x       | 59,02 m | x       | 60,62 m |                   |
| 9   | Chrystalla Kyriakou  | Cipro   | x       | 56,80 m | 58,82 m |         |         |         | 58,82 m |                   |